# Hypothek
Eine Hypothek (altgriechisch ὑποθήκη hypothḗkē „Unterpfand“) ist ein Grundpfandrecht, das als Belastung auf einem Grundstück oder grundstücksgleichen Recht als Kreditsicherheit für ein Darlehen oder als Sicherung für eine sonstige Forderung dient.

## Allgemeines
Im Finanz- und vor allem im Bankwesen dient die Hypothek als Kreditsicherung. Sie ist international streng vom Bestehen der Kredite abhängig (Akzessorietät), im Gegensatz zur Grundschuld. Als Beleihungsobjekt für Hypotheken kommen bei der Beleihung ausschließlich Immobilien (Wohn- oder Gewerbeimmobilien) in Frage. Ihr Beleihungswert hat Einfluss auf die mögliche Höhe des Hypothekendarlehens.
Die ganze oder teilweise Nichterfüllung vertraglicher Verpflichtungen (beispielsweise Zahlungsrückstände) berechtigt den Hypothekengläubiger (Hypothekar), sich aus dem Erlös, der sich durch Zwangsversteigerung oder Zwangsverwaltung des durch die Hypothek belasteten Beleihungsobjektes erzielen lässt, zu befriedigen. Welche Forderungen ihm gegen den Schuldner dabei zustehen, ist in der Zweckbestimmungserklärung vertraglich geregelt. Durch die Hypothek ist der Sachwert oder Ertragswert des Objektes dem Gläubiger verpfändet. Lasten mehrere Hypotheken auf einem Grundstück, haben diese einen festen Rang, nach dem die Hypothekengläubiger bei einer Vollstreckung befriedigt werden. Die Vollstreckung kann der Schuldner durch Zahlung an den Gläubiger verhindern (§ 1142 BGB).
Auch wenn die Forderung, auf die sich die Hypothek bezieht, durch den Eigentümer getilgt wurde, bleibt die Hypothek im Grundbuch dennoch eingetragen. Durch die Erteilung einer löschungsfähigen Quittung (siehe Löschungsbewilligung), in der das Kreditinstitut bestätigt, dass die zugrunde liegende Forderung durch den Eigentümer getilgt wurde, erhält der Eigentümer die Möglichkeit, die derzeit eingetragene verdeckte Eigentümergrundschuld über einen Notar beim Grundbuchamt in eine offene Eigentümergrundschuld umzuwandeln.
Außerhalb der juristischen Fachsprache wird häufig nicht nur das Grundpfandrecht selbst, sondern auch das damit verbundene Darlehen (Hypothekendarlehen) als Hypothek bezeichnet.

## Geschichte
Die Hypothek ist wohl eine Erfindung attischer Geldverleiher. Sie erhielten als Pfandgläubiger ein besitzloses Pfand am Grundstück des Schuldners. Konnte der Schuldner den durch Hypothek gesicherten Kredit nicht zurückzahlen, fiel sein Grundstück dem Pfandgläubiger zu; die Publizität dieses Rechts stellte man durch die Aufstellung von Pfandsäulen her. Solon sprach in einem Gedicht darüber, dass er in Attika Hypotheken-Markierungssteine (griechisch hóroi) herausriss, die um 600 v. Chr. die Belastung eines Grundstücks mit einer Hypothek anzeigten. Das griechische Pfandrecht kannte den Verkauf eines Grundstücks an den Pfandgläubiger mit Wiederkaufsrecht oder die Hypothek, die als einzige von beiden an Bedeutung gewann.
In Rom galten das Faustpfand (pignus) und die Sicherungsübertragung als besitzloses Pfandrecht (fiducia cum creditore) sowohl für Grundstücke als auch für bewegliche Sachen. Später kam als ebenfalls besitzloses Pfand die hypoteca hinzu, die ebenfalls jeweils an Grundstücken und beweglichen Sachen ausgeübt wurde. Klagweise wurden das Faustpfand und das besitzlose Pfand hypoteca mit der actio Serviana verfolgt, Klagen auf Herausgabe bei Sicherungsübereignungen wurden mit der rei vindicatio geltend gemacht. Pignus und hypoteca kamen durch formlosen Vertrag zustande und waren jeweils akzessorisch, mithin abhängig von der Existenz der zu sichernden Forderung. Die Begrifflichkeit hypoteca fehlt im weströmischen Vulgarrecht, über die Provinzialgerichtsbarkeit der römischen Ostprovinzen muss sie ins römische Recht Einzug gehalten haben. Erwähnt wird das besitzlose Pfandrecht in den einzelnen Schriften bedeutender Klassiker, wie Gaius oder Marcian, aber das Wort hypoteca wurde weitgehend gemieden. Auch Ulpian erwähnte die hypotheca.
Die preußische Hypotheken- und Konkursordnung von 14. April 1722 regelte erstmals das Hypothekenwesen. Sie sah vor, dass bei jedem mit dem Hypothekenwesen befassten Gericht ein vollständiges Grund- und Hypothekenbuch einzurichten war, das alle Immobilien des Bezirks mit genauer Bezeichnung und Nummerierung enthalten sollte. Weite Verbreitung fand die Hypothek erst, als die Verwaltung die Einrichtung von Hypothekenbüchern für notwendig hielt, ab 1742. Johann August von Hellfeld definierte 1762 die „Hypothequenbuͤcher“ als „gewisse von obrigkeits wegen verfertigte öffentliche buͤcher“. Das Allgemeine Preußische Landrecht (prALR) sprach beim Pfandrecht allgemein vom „Unterpfandsrecht“ als dem dinglichen Recht, das jemand „auf eine fremde Sache zur Sicherheit seiner Forderung eigeräumt“ ist (I 20, § 1 APL). Bei der Eintragung auf Grundstücke „hat der Gläubiger das Recht der Hypothek“ (I 20, § 8 APL). Das sächsische „Gesetz über die Grund- und Hypothekenbücher und das Hypothekenwesen“ vom November 1843 schrieb vor, dass Hypotheken nur an Grundstücken und grundstücksgleichen Rechten bestellt werden können, für die ein Grund- oder Hypothekenbuch angelegt ist (§ 29).
Das 1900 in Kraft getretene BGB übernahm teils die aus dem römischen Recht stammenden Regelungen, die mit einer Legaldefinition der Hypothek in § 1113 BGB beginnen.

## Rechtslage in einzelnen Ländern
- Deutschland: siehe Hypothek (Deutschland)
- England und Wales: siehe Mortgage (England und Wales). Diese Mortgage erfüllt wirtschaftlich die Funktion einer Grundschuld, auch wenn sie rechtlich hiervon zu unterscheiden ist.
- In der Schweiz existiert die Hypothek rechtlich nicht und wird nur umgangssprachlich für das entsprechende Darlehen verwendet. Dieses grundpfandlich gesicherte „Hypothekardarlehen“ wird in der Regel gemäß Art. 842 ZGB in einem Schuldbrief notariell verurkundet. Der hypothekarische Referenzzinssatz („Hypothekarzinssatz“) kann, je nach Mietvertrag, auch maßgebend sein für die Berechnung des Mietzinses. Als Arten kennt man den Schuldbrief, die Grundpfandverschreibung und die – seit Januar 2012 nicht mehr mögliche – Gült. Der Schuldbrief sichert nicht nur eine Forderung, sondern er begründet sie. Er begründet nur dann die persönliche Haftung, wenn der Eigentümer auch der Schuldner der zu sichernden Forderung ist (Art. 842 ZGB, Art. 845 ZGB). Er entspricht der deutschen Hypothek. Die Gült war mit der Grundschuld vergleichbar. Die Grundpfandverschreibung wird für eine Forderung als Pfandrecht durch Eintragung begründet.[8]
- In Österreich ist die Hypothek das einzige Grundpfandrecht,[9] die nach § 448 ABGB durch Vertrag und „Einverleibung“ (Eintragung) im Grundbuch entsteht.
- In Frankreich ist die Hypothèque rechargeable zwar eine Hypothek, aber „wiederauffüllbar“, also revalutierbar, was wirtschaftlich der Sicherungsgrundschuld entspricht.[10]
- Im Herkunftsland Griechenland ist die Hypothek als das dingliche Recht an einer Immobilie zur Sicherung einer Forderung durch bevorzugte Befriedigung des Gläubigers aus der Sache in Form der Sicherungshypothek bekannt (Art. 1257 ZGB).[11]

## Sonstiges
Im übertragenen Sinn wird das Wort Hypothek für den Kredit selbst oder ebenfalls als Metapher für eine besondere Belastung verwendet. So galten zum Beispiel die Verbrechen in der Zeit des Nationalsozialismus nach dem Krieg als schwere Hypothek für die junge Bundesrepublik Deutschland.